# Capela da Misericórdia de Sines
A Capela da Misericórdia de Sines igualmente conhecida como Igreja da Misericórdia ou Igreja do Espírito Santo, é um monumento religioso na cidade da Sines, na região do Alentejo, em Portugal.

Vista da Capela da Misericórdia, no lado esquerdo, e da Igreja Matriz, no lado direito.

## Descrição e história
A capela situa-se no centro histórico de Sines, a cerca de 50 m do castelo e nas imediações da Igreja Matriz e do antigo Hospital da Misericórdia, convertido no Centro Cultural Emmerico Nunes.
No exterior destaca-se a cartela na frontaria, onde são visíveis as cinco chagas de Cristo, enquanto que no interior é de especial interesse o retábulo com talha dourada e policromada, executado no período do rei D. José. A área útil no interior é de 126,4 m², dos quais 98,4 m² pertencem à nave e 28 m² à capela-mor.
O edifício foi construído nos finais do século XVI, com autorização do rei D. Filipe I, para substituir um templo mais antigo, que se encontrava em más condições e era demasiado pequeno para as necessidades. Foi erigido pela Misericórdia de Sines, tendo sido custeado por esmolas à imagem de Nossa Senhora da Graça. Esta imagem, esculpida provavelmente no século XIV, foi depois transferida para a Ermida de Nossa Senhora da Graça quando se iniciou o processo de Extinção das ordens religiosas.
Em 1905, o arqueólogo José Leite de Vasconcelos investigou uma arca que se encontrava no interior do sacrário da Capela da Misericórdia, onde se encontravam as alegadas relíquias de São Torpes, desenterradas em 1591 na área da foz da Ribeira da Junqueira. Este conjunto era composto por vários vestígios osteológicos, uma peça de cerâmica e uma pedra decorada em xisto, que Leite de Vasconcelos identificou como sendo comuns nos monumentos funerários pré-históricos na região, pelo que avançou a teoria de que o suposto sepulcro do santo era na realidade uma anta.
Embora tenha permanecido na posse da Misericórdia, foi arrendada à autarquia de Sines, que foi responsável pelos trabalhos de restauro. A capela deixou de ser utilizada como local de culto, passando a funcionar como local para eventos, principalmente musicais, devido às suas propriedades acústicas. Em 17 de Julho de 2007 foram inauguradas as instalações provisórias do Museu de Sines no interior da Capela da Misericórdia, enquanto decorriam as obras no castelo, onde iriam ser inauguradas as instalações definitivas do museu. O conjunto exposto na capela era composto pelo espólio arqueológico e de história natural do museu, prevendo-se que se iria manter naquele espaço até 2009.
Em 2008, estava prevista a instalação de uma exposição permanente sobre os temas da pesca e do oceano na Capela da Misericórdia, que iria ser a origem do futuro Museu do Mar e dos Descobrimentos de Sines.